# Tufsane
Tufsane är en bergstopp i Antarktis. Den ligger i Östantarktis. Norge gör anspråk på området. Toppen på Tufsane är 2 804 meter över havet, eller 106 meter över den omgivande terrängen. Bredden vid basen är 3,4 km.
Terrängen runt Tufsane är platt åt sydost, men åt nordväst är den kuperad. Trakten är obefolkad. Det finns inga samhällen i närheten. 